# 곽준 (조선)
곽준(郭遵, 1550년~1597년)은 조선 중기의 문신으로 본관은 현풍(玄風), 자는 양정(養靜)이며 시호는 충렬(忠烈)이다.

## 생애
1592년 임진왜란 당시 조선 3대 의병장 중 하나인 김면(金沔)의 휘하로 들어가 우척현 전투 등에서 공을 세우다가 김성일(金誠一)에 의해 자여도찰방(自如道察訪)으로 임명되어 1593년 기근에 가민들을 구휼했다. 1597년 정유재란 당시 안음(安陰) 현감으로 경상도 함양 황석산성(黃石山城)에서 가토 기요마사(加藤清正)와 싸우다가 아들 이상(履常), 이후(履厚), 조종도(趙宗道), 외가 고종4촌 형님 유명개(劉名蓋, 1548-1597, 증직 감찰)와 함께 전사했다.

## 가족 관계
- 증조부 :곽승화(郭承華)
  - 할아버지 : 곽미
    - 아버지 : 곽지완(之完)
    - 어머니 : 초계정씨(草溪鄭氏) - 정옥견(鄭玉堅)의 딸
      - 동생 : 곽근(郭赾)
      - 부인 : 전기원(全基遠)의 딸
        - 장남 : 곽이상(郭履常)
        - 차남 : 곽이후(郭履厚)
        - 장녀 : 유문호(柳文浩)에게 출가
        - 차녀 : 강준(姜遵)에게 출가

      - 부인 : 안수공(安守恭)의 딸